# Le Renard des océans
Pour plus de détails, voir Fiche technique et Distribution.
Le Renard des océans (The Sea Chase) est un film américain réalisé par John Farrow, sorti en 1955.

## Synopsis
En 1939, peu avant le déclenchement de la Seconde Guerre mondiale, Carl Ehrlich, capitaine du cargo allemand Ergenstrass, que son antinazisme déclaré a privé de son commandement militaire, a parié avec son ami d'enfance le commandant Jeff Napier qu'il sortira du port de Sydney en forçant le blocus. Cependant le consul d'Allemagne exige d'Ehrlich qu'il prenne à son bord Elsa von Schwepp, une aventurière qui travaille à l'occasion pour les services secrets allemands et qui se trouve être la fiancée de Napier. Le capitaine de l’Ergenstrass a reçu l'ordre de déposer sa passagère dans un port neutre.

## Fiche technique
- Titre : Le Renard des océans en Belgique Poursuite en mer
- Titre original : The Sea Chase
- Réalisation : John Farrow
- Scénario : James Warner Bellah et John Twist d'après un roman de Andrew Geer
- Production : John Farrow
- Société de production : Warner Bros. Pictures
- Photographie : William H. Clothier
- Musique : Roy Webb
- Direction artistique : Franz Bachelin
- Costumes : Moss Mabry
- Montage : William H. Ziegler
- Pays d'origine : États-Unis
- Format : Couleur (Warnercolor) - Son : Mono (35 mm optical prints) (RCA Sound Recording)
- Genre : Action, drame, guerre
- Durée : 117 minutes
- Dates de sortie : 
  - États-Unis : 4 juin 1955
  - France : 30 septembre 1955
  - Belgique : 20 janvier 1956
- Affiche : Jean Mascii (France)

## Distribution
- John Wayne  (VF : Raymond Loyer) : Capitaine Karl Ehrlich
- Lana Turner  (VF : Claire Guibert) : Elsa Keller
- David Farrar (VF : Marc Valbel) : Commandant Jeff Napier
- Lyle Bettger (VF : Claude Bertrand) : Chef Officier Kirchner
- Tab Hunter  (VF : Roland Ménard) : Cadet Wesser
- James Arness (VF : Rene Arrieu)  : Schlieter
- Richard Davalos (VF : Michel François)  : Cadet Walter Stemme
- John Qualen (VF : Jean Berton) : Chef Ingénieur Schmitt
- Paul Fix  (VF : Paul Villé) : Max Heinz
- Lowell Gilmore  (VF : Maurice Dorléac) : Commandant Evans
- Luis Van Rooten : Matz
- Alan Hale Jr.  (VF : Camille Guérini) : Marin Wentz
- Wilton Graff  (VF : Jacques Berlioz) : Conseiller Général Hepke
- Peter Whitney  (VF :  Jean-Henri Chambois) : Bachman
- Claude Akins (VF : Gérard Darrieu) : Winkler
- John Doucette (VF : René Blancard) : Bos'n
- Anthony Eustrel (VF : Abel Jacquin) : Officier anglais

Acteurs non crédités
- Jean De Briac (VF : Gérard Férat) : Gouverneur français
- Pilar Del Rey : Esthéticienne
- Gavin Muir : Officier anglais
- Gilchrist Stuart : Pêcheur
- Charles Wagenheim : Journaliste américain
- Adam Williams : Kruger
- Narration (V.F.) : Marc Valbel